# كيت سويفت
كيت سويفت (بالإنجليزية: Kate Swift)‏ هي كاتِبة أمريكية، ولدت في 9 ديسمبر 1923، وتوفيت في 7 مايو 2011.